# ルイーザ・リットン
ルイーザ・リットン（Louisa Lytton、1989年2月7日 - ）は、イギリスの女優。

## 出演作品
- アメリカン・パイ in ハレンチ教科書（イモージェン）